# Willemia namibiae
Willemia namibiae är en urinsektsart som beskrevs av ?E. Thibaud och Zaher Massoud 1988. Willemia namibiae ingår i släktet Willemia och familjen Hypogastruridae. Inga underarter finns listade i Catalogue of Life.